# Дами і гусари (фільм, 1976)
«Дами і гусари» — радянський двосерійний телефільм 1976 року. Екранізація твору А. Фредро. Телеверсія вистави 1959 року.

## Сюжет
До старих гусарів — пана Майора, пана Ротмістра і Едмунда приїжджають сестри пана Майора для того, щоб одружити старого холостяка на його племінниці. Але виявилося, що вона любить пана Едмунда. І тоді пані задумують інтригу: умовивши майора одружитися, в останній момент підмінивши його на поручика. Результатом цієї інтриги стало те, що всі вояки вирішили одружитися…

## У ролях
- Юрій Яковлєв —  пан Майор
- Алла Казанська —  Оргонова
- Володимир Осенєв —  пан Ротмістр
- Людмила Целіковська —  Анела
- Юрій Волинцев —  пан Юзеф, капелан
- Лариса Пашкова —  Диндальська
- Олексій Кузнєцов —  Едмунд, поручик
- Катерина Райкіна —  Софія
- Олександр Граве —  Гжегож
- Анатолій Борисов —  Рембо
- Ніна Нехлопоченко —  Юзя
- Галина Коновалова —  Зузя
- Агнеса Петерсон —  Фрузя
- Володимир Шлезінгер —  Казік

## Знімальна група
- Сценарист: Александер Фредро
- Режисери: Анатолій Ниточкін, Олександра Ремізова
- Оператори: Олександр Воропаєв, Борис Дунаєв
- Композитор: Лев Солін
- Художник: С. Ахвледіані, Віктор Лук'янов
- Директор: І. Харитонов